# Radio Farda
 (juillet 2021).
Si vous disposez d'ouvrages ou d'articles de référence ou si vous connaissez des sites web de qualité traitant du thème abordé ici, merci de compléter l'article en donnant les références utiles à sa vérifiabilité et en les liant à la section « Notes et références ».

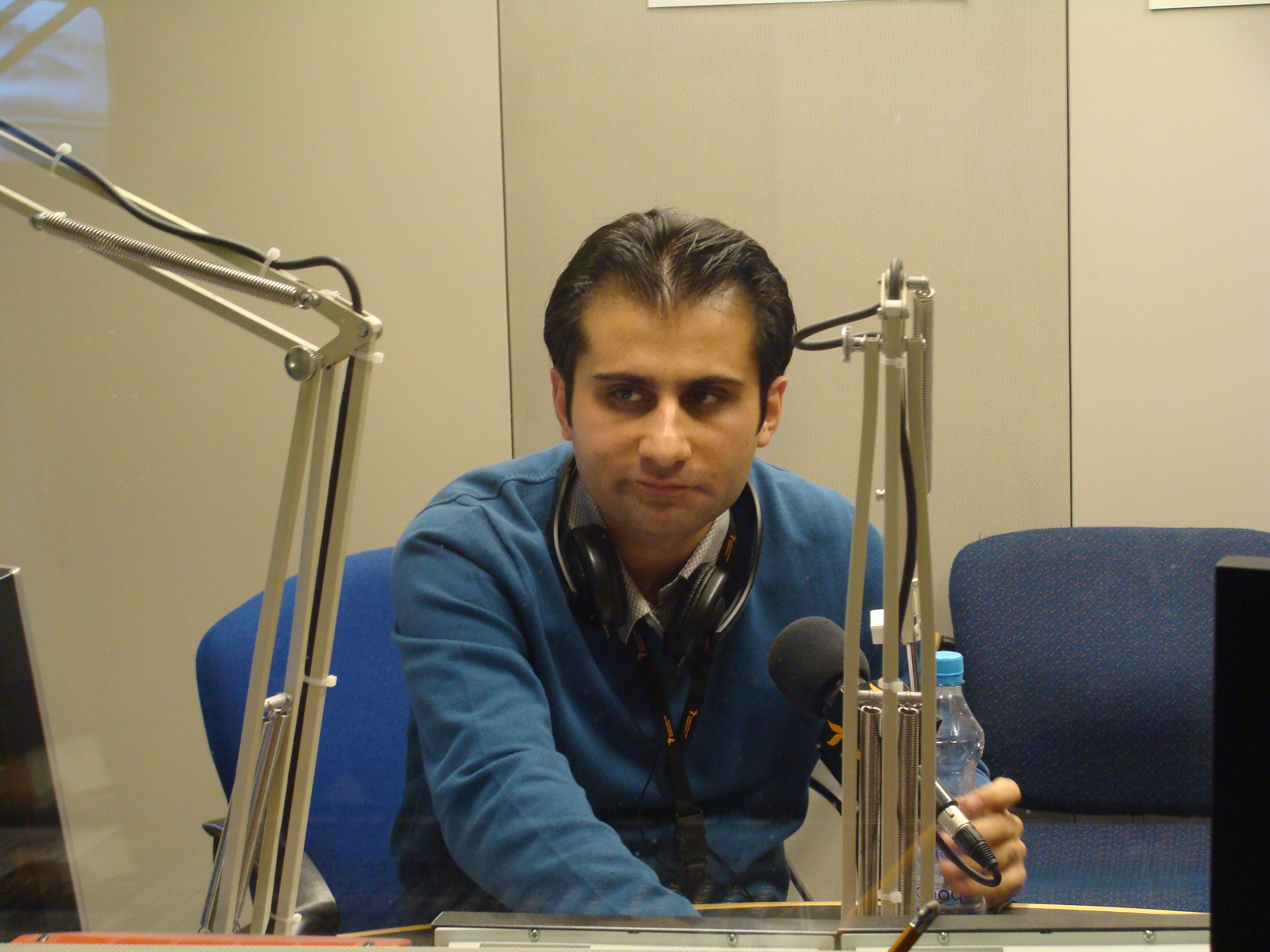
Amir Zamanifar au sein de la radio farda

Radio Farda (en persan : رادیو فردا) est une station de radio diffusant en persan vers l'Iran, lancée en 2002. Basée à Prague, elle est financée par l'U.S. Agency for Global Media (anciennement, le Broadcasting Board of Governors), et dépend de Radio Free Europe/Radio Liberty. Elle diffuse surtout de la musique, mais aussi des informations et des programmes culturels et politiques. L'Iran a tenté à plusieurs reprises de brouiller les émissions de cette station. Elle émet sur ondes moyennes, 1575 kHz, ainsi que sur ondes courtes.